# The Common Law
The Common Law è un film muto del 1916 diretto da Albert Capellani e interpretato da Clara Kimball Young.
Tratto dal romanzo pubblicato nel 1911 di Robert W. Chambers e prodotto dalla compagnia di Clara Kimball Young, il film uscì nelle sale il 15 ottobre 1916. Ne venne fatto un remake nel 1923, The Common Law di George Archainbaud che aveva come protagonista Corinne Griffith. La storia venne ripresa ancora nel 1931 in una versione sonora, The Common Law, diretto da Paul L. Stein e interpretato da Constance Bennett.

## Trama
Rimasta orfana di madre, Valerie trova lavoro come modella e si trova coinvolta romanticamente con due pittori: Querida, che non crede al matrimonio, e Neville che, invece, la vorrebbe sposare. L'ex fidanzata di Neville, Stephanie, la convince a non accettare la proposta di matrimonio del pittore, sapendo che i genitori di Neville non approverebbero il matrimonio, appartenendo i due a classi sociali diverse. A una festa per festeggiare l'arrivo del Nuovo Anno, Neville e Valerie si promettono di rincontrarsi il primo giugno. Un giorno, Querida tenta di usare violenza alla ragazza che, per difendersi, lo uccide. I genitori di Neville si rendono conto della forza dell'amore che lega i due giovani e, finalmente, acconsentono al matrimonio.

## Produzione
Il film fu prodotto dalla Clara Kimball Young Film Corporation.

## Distribuzione
Distribuito dalla Selznick Distributing Corporation, il film uscì nelle sale statunitensi il 15 ottobre 1916. In Francia, venne ribattezzato La Loi commune.
Il film viene considerato presumibilmente perduto.